# Cadillac Place

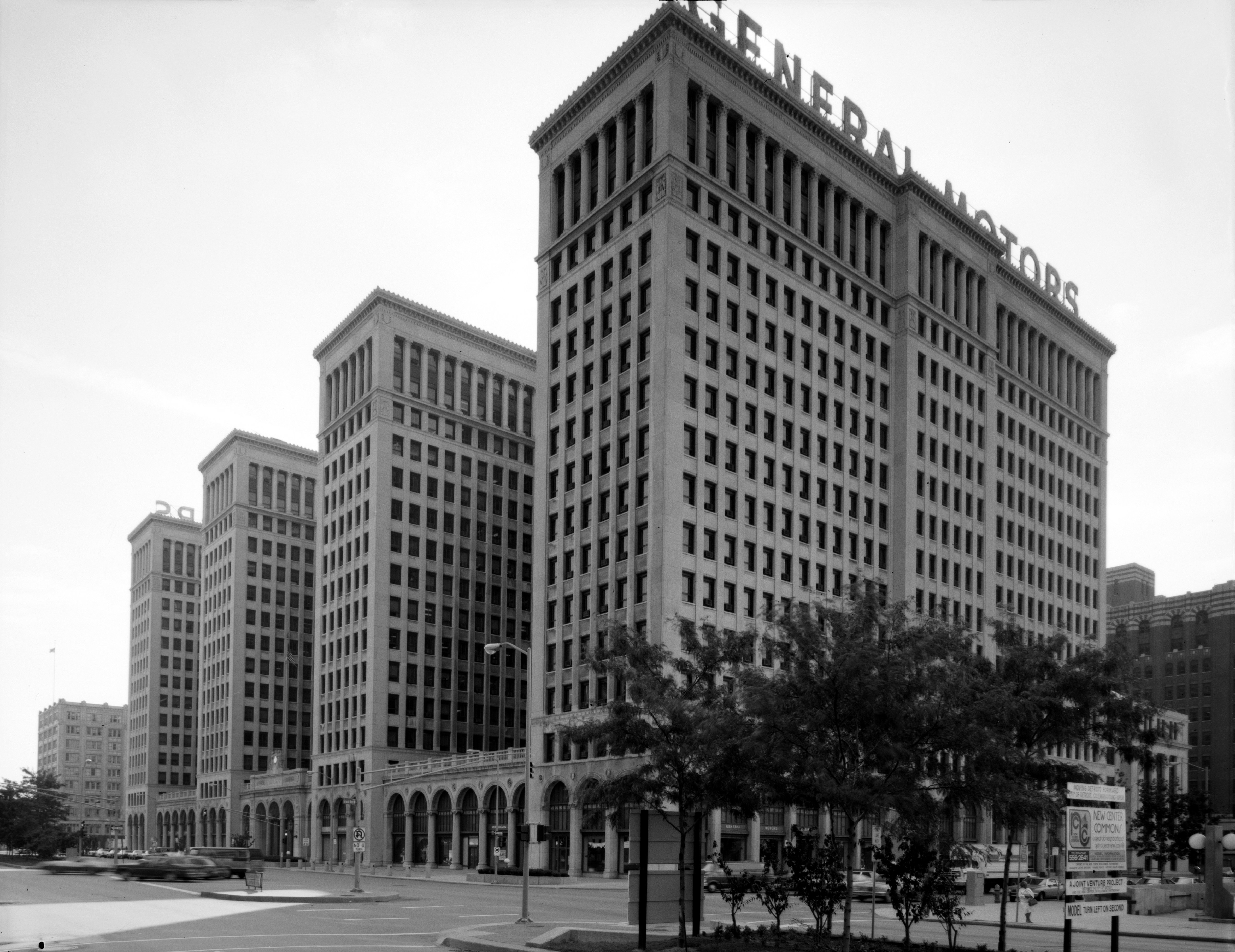
Seitenansicht

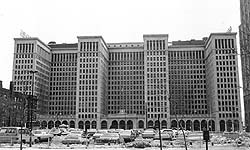
Frontansicht

Das Cadillac Place (bis 2002 General Motors Building) ist ein Verwaltungsgebäude in Detroit, USA. Es ist der ehemalige Unternehmenssitz von General Motors.
Das Gebäude weist eine Bruttogeschossfläche von 402.702 m² auf. Es ist 67,1 m hoch und umfasst 15 Stockwerke. Die Gebäudestruktur ist die eines doppelten Kammes mit einem Hauptkorridor und vier im rechten Winkel angeordneten Querflügeln. Das Gebäude gilt als Vorreiter dieses Typus, der eine bis dahin unerreichte, dreiseitige Belichtung mit natürlichem Sonnenlicht in einem Verwaltungsgebäude zuließ. Ein weiteres Gebäude, in dem dieses System angewandt wurde, ist das I.G.-Farben-Haus von Hans Poelzig aus dem Jahre 1930.
Das Gebäude wurde von 1919 bis 1923 von Albert Kahn als Hauptsitz von General Motors in Detroit errichtet. Nach seiner Fertigstellung galt das Gebäude als eines der größten Verwaltungsgebäude der Welt. Im Juni 1978 erhielt der Cadillac Place den Status einer National Historic Landmark zuerkannt.
Es beheimatete bis 1996 das Hauptquartier der General Motors Company, bis diese in das Renaissance Center in Detroit umzog. 2002 wurde das Gebäude renoviert und ihm der Name Cadillac Place gegeben, nach Detroits Stadtgründer Antoine Laumet de La Mothe, Sieur de Cadillac, seitdem wird es vom Staat Michigan als Regierungsgebäude genutzt.